# Poczajów (gmina)
Poczajów – dawna gmina wiejska istniejąca do 1939 roku w woj. wołyńskim (obecnie na Ukrainie). Siedzibą gminy był Poczajów Nowy, który początkowo stanowił odrębną gminę miejską.
W okresie międzywojennym gmina Poczajów należała do powiatu krzemienieckiego w woj. wołyńskim. 1 października 1933 roku do gminy Poczajów przyłączono część obszaru gminy Bereżce, a część obszaru gminy Poczajów włączono do gminy Stary Oleksiniec.
Według stanu z dnia 4 stycznia 1936 roku gmina składała się z 19 gromad. Po wojnie obszar gminy Poczajów wszedł w struktury administracyjne Związku Radzieckiego.